# 198
El año 198 (CXCVIII) fue un año común comenzado en domingo del calendario juliano, en vigor en aquella fecha.
En el Imperio romano el año fue nombrado el del consulado de Sergio y Galo, o menos frecuentemente, como el 951 ab urbe condita, siendo su denominación como 198 a principios de la Edad Media, al establecerse el anno Domini.

## Acontecimientos

### Imperio romano
- En Roma, Caracalla (188-217), el hijo mayor del emperador romano Septimio Severo, recibe el título de Augusto. El segundo hermano, Publio Septimio Geta (189-211), recibe el título de César.
- En Constantinopla (actual Estambul, en Turquía), Marcos I sucede a Olimpiano como patriarca de Constantinopla.

### Asia
- En La Meca (Arabia) se registran los primeros testimonios del culto al dios Hubal entre los nabateos. Su magnífica estatua será destruida por Mahoma en el 630.
- En la batalla de Xiapi (China), el señor de la guerra Cao Cao derrota a Lü Bu y lo toma prisionero. (En febrero del año siguiente lo mandará ahorcar y enviará su cabeza decapitada a su ciudad).

## Nacimientos
- Lu Kai, primer ministro del reino de Wu (f. 269).

## Fallecimientos
- Lü Bu, general chino.
- Olimpio de Bizancio, religioso cristiano.
- Han Xian, general chino de la dinastía Han.
- Mi Heng, estudioso chino, amigo de Kong Rong y ejecutado por Huang Zu (n. 173).
- Yang Chou (n. 159).